# Nền Chùa
Nền Chùa là một di chỉ văn hóa Óc Eo thuộc địa bàn ấp Tràm Dưỡng, xã Mỹ Phước, huyện Hòn Đất, tỉnh Kiên Giang, Việt Nam. Địa điểm này được nhà khảo cổ học người Pháp Louis Malleret cho là tiền cảng của Óc Eo với tên gọi là Tà Keo (Tà Kèv).

## Vị trí
Di tích Nền Chùa nằm tại nơi giao nhau giữa Lung Lớn (Lung Giếng Đá) chạy theo hướng Đông Bắc – Tây Nam và rạch Ông Chạy (kinh Thầy Thông) chạy theo hướng Tây Bắc – Đông Nam, cũng là vị trí giáp ranh của ba địa phương: huyện Tân Hiệp, huyện Hòn Đất và thành phố Rạch Giá. Khu vực này cách di chỉ Óc Eo 12 km về phía tây nam, cách trung tâm thành phố Rạch Giá 12 km về phía bắc.

## Lịch sử
Vào năm 1944, Louis Malleret và các cộng sự tiến hành nghiên cứu địa hình khu vực Óc Eo và vùng đồng bằng lân cận. Ông nhận thấy dòng kênh cổ Lung Lớn – Lung Giếng Đá có dòng chảy theo hướng đông bắc – tây nam về phía vịnh Rạch Giá, đến vị trí di tích Nền Chùa hiện nay thì mất dấu vết. Sau đó, ông tiến hành khảo sát địa điểm này và phát hiện nhiều dấu vết cư trú, kiến trúc, từ đó nhận định Tà Keo – Nền Chùa là "tiền cảng" của thành phố cảng Óc Eo.
Năm 1981, các nhà khảo cổ Việt Nam lại tiến hành một cuộc khảo sát tại di tích này và kết quả phân tích C14 một cọc gỗ cho biết cọc này có niên đại 450 năm sau Công nguyên. Sau đó, hai đợt khai quật được triển khai vào các năm 1982 và 1983 tiếp tục phát hiện di chỉ cư trú nhà sàn trên cọc gỗ nằm ngay trong lòng Lung Lớn, di chỉ kiến trúc trên gò Nền Chùa – kiến trúc bằng đá lớn nhất được biết đến trong văn hóa Óc Eo khi đó. Đặc biệt trong các đợt khai quật này còn phát hiện 19 ngôi mộ nằm về phía nam di chỉ kiến trúc Nền Chùa, được chôn riêng trên từng gò hoặc chôn chung trong một gò đất, đá. Các mộ này đều là loại mộ hỏa táng, chôn trong các huyệt có hình chữ nhật, hình vuông hoặc hình phễu.
Ngày 15 tháng 12 năm 2004, theo Quyết định số 103/2004/QĐ-BVHTT của Bộ Văn hóa - Thông tin (nay là Bộ Văn hóa, Thể thao và Du lịch), di tích khảo cổ Nền Chùa được xếp hạng di tích quốc gia.